# Atletica leggera alla XXIX Universiade - 5000 metri piani femminili
I 5000 metri piani femminili alla XXIX Universiade si sono svolti il 27 agosto 2017.

## Risultati
| Posizione | Nome                   | Nazione       | Tempo    | Note                                     |
| --------- | ---------------------- | ------------- | -------- | ---------------------------------------- |
|           | Hanna Klein            | Germania      | 15'45"28 |                                          |
|           | Jessica O'Connell      | Canada        | 15'50"96 |                                          |
|           | Jessica Judd           | Regno Unito   | 15'51"19 |                                          |
| 4         | Louise Small           | Regno Unito   | 15'55"55 |                                          |
| 5         | Paulina Kaczyńska      | Polonia       | 15'58"48 |                                          |
| 6         | Kristiina Mäki         | Rep. Ceca     | 15'59"87 | Miglior prestazione personale stagionale |
| 7         | Emma Mitchell          | Irlanda       | 16'00"02 |                                          |
| 8         | Sanjivani Babur Jadhav | India         | 16'00"06 |                                          |
| 9         | Kesaoleboga Molotsane  | Sudafrica     | 16'01"76 | Miglior prestazione personale            |
| 10        | Ai Hosoda              | Giappone      | 16'05"66 |                                          |
| 11        | Shona Heaslip          | Irlanda       | 16'09"62 | Miglior prestazione personale            |
| 12        | Matea Parlov           | Croazia       | 16'20"91 | Miglior prestazione personale            |
| 13        | Andreea Alina Piscu    | Romania       | 16'22"86 | Miglior prestazione personale            |
| 14        | Natsuki Sekiya         | Giappone      | 16'26"36 |                                          |
| 15        | Hannah Miller          | Nuova Zelanda | 16'26"74 |                                          |
| 16        | Emine Hatun Tuna       | Turchia       | 16'42"66 |                                          |
| 17        | Fabiola Uwimana        | Ruanda        | 28'32"90 |                                          |
|           | Annet Chebet           | Uganda        | DNS      |                                          |